# Ich bin die
Ich bin die ist das achte Solo-Studioalbum der deutschen Sängerin Ina Müller. Es erschien 2016 bei Sony Music. Alle Lieder entstanden durch ihre Zusammenarbeit mit Frank Ramond (Texte) und Johannes Oerding (Musik).

## Inhalt
Autobiografisch geprägte Lieder stehen im Mittelpunkt des Albums. Es reicht von ständigem Streben nach dem Bessern (Das war’s) über die Angst davor, als alt eingeschätzt zu werden (Wenn du jetzt aufstehst), bis zu einem Lied an ein ungeborenes Kind (Wie du wohl wärst). Zimmer 410 beschreibt die Gedanken daran, was sich in einem Hotelzimmer im Laufe eines Jahres zugetragen haben mag. Es folgt die Erkenntnis, dass man die Herkunft aus einem Dorf nicht ablegen kann: Man kann sein Dorf verlassen, aber das Dorf verlässt einen nie (Dorf bleibt Dorf).
Sprachlich reichen die Lieder von Neuschöpfungen aus Redewendungen (Tag eins nach Tag aus) bis zu umgangssprachlichen Wendungen (Immer eine mehr wie du).
Die Ausgabe mit der Bonus-CD Inas kleine Nachtmusik enthält zehn Live-Aufnahmen der Gastauftritte aus Müllers Sendung Inas Nacht aus dem Zeitraum zwischen Oktober 2008 und November 2015, bei denen Ina Müller im Background singt.

## Titelliste
1. Ich bin die – 3:57
2. Das war’s – 3:16
3. Tag eins nach Tag aus – 4:21
4. Immer eine mehr wie du – 2:59
5. Klammerblues – 4:35
6. Wenn du jetzt aufstehst – 3:26
7. Wie du wohl wärst – 3:45
8. Zahlen, bitte – 3:48
9. Bei jeder Liebe – 3:48
10. Zimmer 410 – 3:24
11. Kommando heulen – 3:21
12. Dorf bleibt Dorf – 3:23
13. Sowas wie Glück – 4:02

Bonus-CD: Live-Aufnahmen von Gästen aus Müllers Sendung Inas Nacht (in Klammern Datum der Sendung):
1. Anna Depenbusch: Kommando Untergang (9. Dezember 2010)
2. Wallis Bird: Encore (27. Oktober 2012)
3. Sebastian Hackel: Warum sie lacht (19. November 2011)
4. Element of Crime: Am Ende denk ich immer nur an dich (19. November 2009)
5. Tina Dico: Count To Ten (27. Juni 2009)
6. Roger Cicero: In diesem Moment (12. November 2011)
7. Cäthe: Ding (8. Oktober 2011)
8. Rhodes: Close Your Eyes (7. November 2015)
9. Johannes Oerding: Nichts geht mehr (12. Januar 2013)
10. Alin Coen: Festhalten (28. Oktober 2010[2])

## Produktion
Stefan Gade produzierte das Album, Co-Produzent war Mark Smith. Die Abmischung übernahm Marc Schettler im Hafenklang-Studio (Hamburg). Alle drei waren auch für die Aufnahmen zuständig. Gemastert wurde das Album von Kai Blankenberg (Skyline).

## Auszeichnungen
Das Album erhielt für über 100.000 verkaufte Exemplare eine Goldene Schallplatte vom Bundesverband Musikindustrie.